# Kosmos 101
Kosmos 101 – radziecki satelita technologiczny, czwarty z serii DS-P1-Yu, a trzeci pomyślnie wystrzelony; służył rozwojowi systemu obrony powietrznej i kontroli przestrzeni kosmicznej, np. do kalibracji radarów Dniestr; stanowił część kompleksu Raduga.